# Lužiny (métro de Prague)
Lužiny est une station de métro à Prague, en Tchéquie. Située sur la ligne B du métro de Prague entre Luka et Hůrka, elle est ouverte depuis le 11 novembre 1994.